# Gråhuvad mås
Gråhuvad mås (Chroicocephalus cirrocephalus) är en måsfågel som förekommer dels i Afrika söder om Sahara, dels i Sydamerika. Några enstaka fynd finns i södra Europa. Den ökar i antal och beståndet anses vara livskraftigt. 

## Utseende och läte
Gråhuvad mås är med en längd på 39–43 centimeter och vingbredd på 100–115 centimeter något större än skrattmåsen som den annars liknar. Adult i sommardräkt har dock grått huvud istället för chokladbrunt, ögat är vitaktigt och runt ögat syns en röd orbitalring och vit ögonring. Vingarna är bredare och trubbigare, vingundersidan mörk och på vingspetsarna syns mer svart, vari det syns två vita fläckar. Näbben är längre och pannan flackare som hos långnäbbad mås.

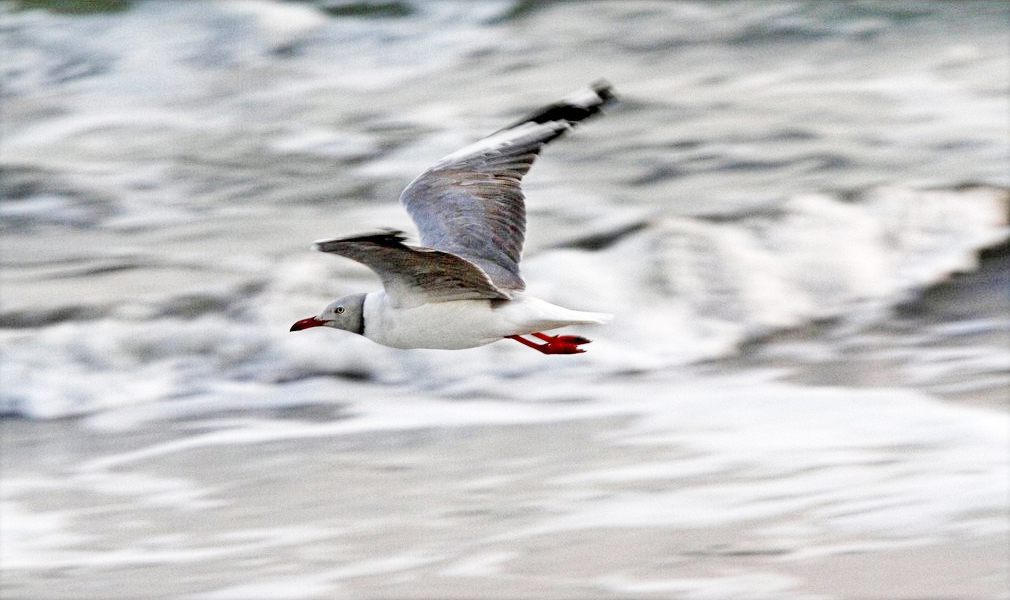
Gråhuvad mås i Gambia. I flykten syns artens karakteristiska vingteckning.

Lätena består av olika kacklande och skrattande ljud, liknande skrattmåsens men djupare och hesare.

## Utbredning och systematik
Gråhuvad mås har en för måsfåglar ovanlig utbredning i att den förekommer både i Sydamerika och Afrika söder om Sahara, inklusive Madagaskar. Den delas in i två underarter:
- Chroicocephalus cirrocephalus cirrocephalus – förekommer i Ecuador, Peru och kustnära områden i centrala Brasilien till Argentina
- Chroicocephalus cirrocephalus poiocephalus – förekommer i Afrika söder om Sahara och på Madagaskar

Resultat från DNA-studier visar de två underarterna möjligen utgör egna arter, där underarten poiocephalus genetiskt står närmare kapmås (C. hartlaubii). Författarna till studien noterar dock att hybridisering mellan gråhuvad mås och kapmås i södra Afrika kan ligga bakom detta resultat, men de presenterar inga bevis för detta.
Arten är en mycket sällsynt gäst i södra Europa, med fynd från Italien och Spanien.

### Släktestillhörighet
Länge placerades merparten av måsarna och trutarna i släktet Larus. Genetiska studier visar dock att arterna i Larus inte är varandras närmaste släktingar. Pons m.fl. (2005) föreslog att Larus bryts upp i ett antal mindre släkten, varvid gråhuvad mås placerades i Chroicocephalus. Brittiska British Ornithologists’s Union (BOU) följde efter 2007, amerikanska  American Ornithologists' Union (AOU) i juli 2007 och Sveriges ornitologiska förening 2010. Även de världsledande auktoriteterna eBird/Clements och International Ornithological Congress IOU har implementerat rekommendationerna in sin taxonomi, dock ännu ej BirdLife International.

## Ekologi
Gråhuvad mås påträffas utmed tropiska och subtropiska kuster, i Afrika även vid stora inlandssjöar och våtmarker i Sydamerika. Den lever huvudsakligen av fisk, men även ryggradslösa djur, häger- och skarvägg samt död fisk och avfall. Fågeln häckar i kolonier från april–maj i Afrika innan regnperioden och från början av maj i Sydamerika. Boet placeras på marken, på flytande vegetation eller i vass eller papyrus.

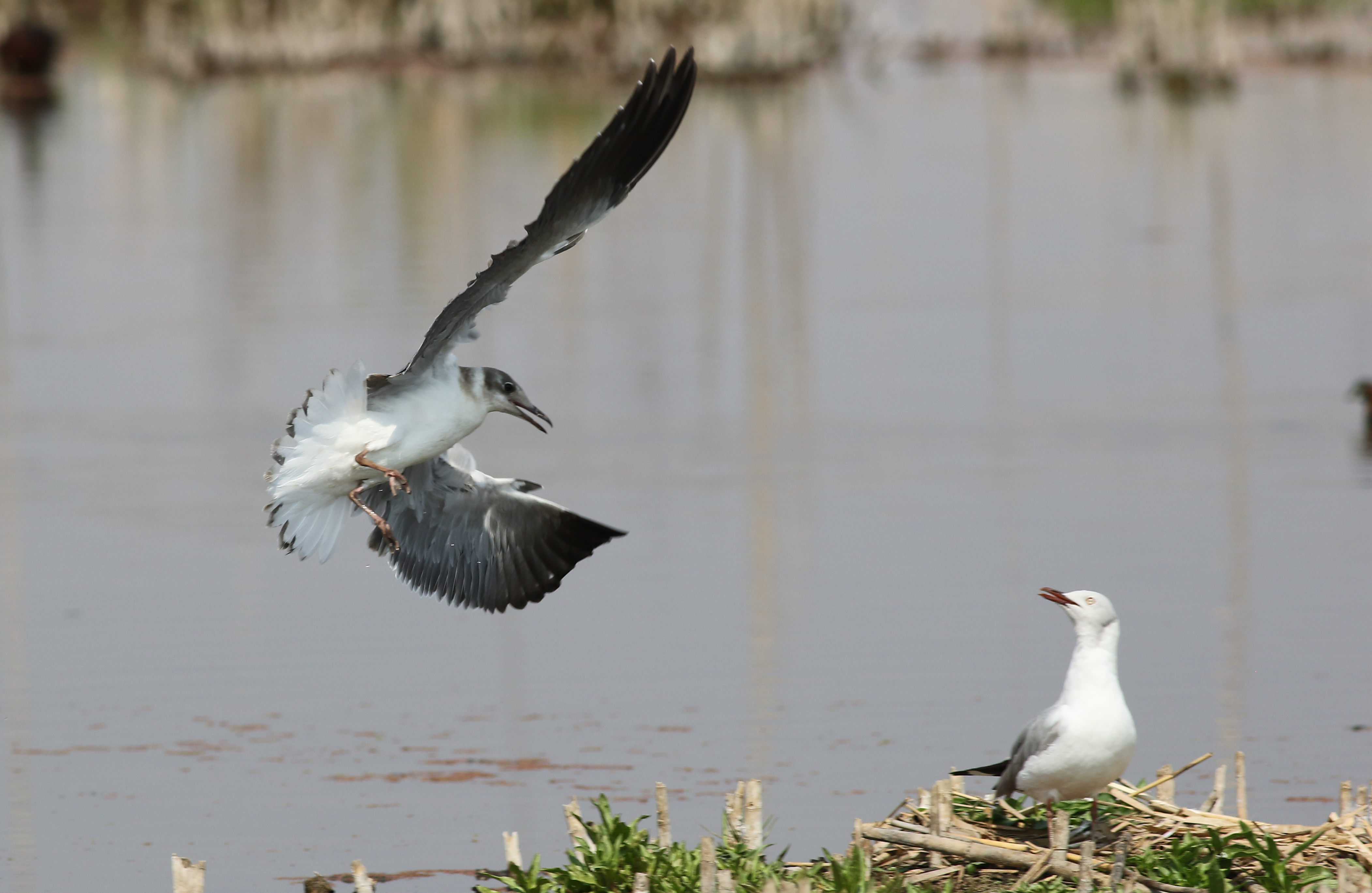
Adult och ung gråhuvad mås på häckplats i Sydafrika.

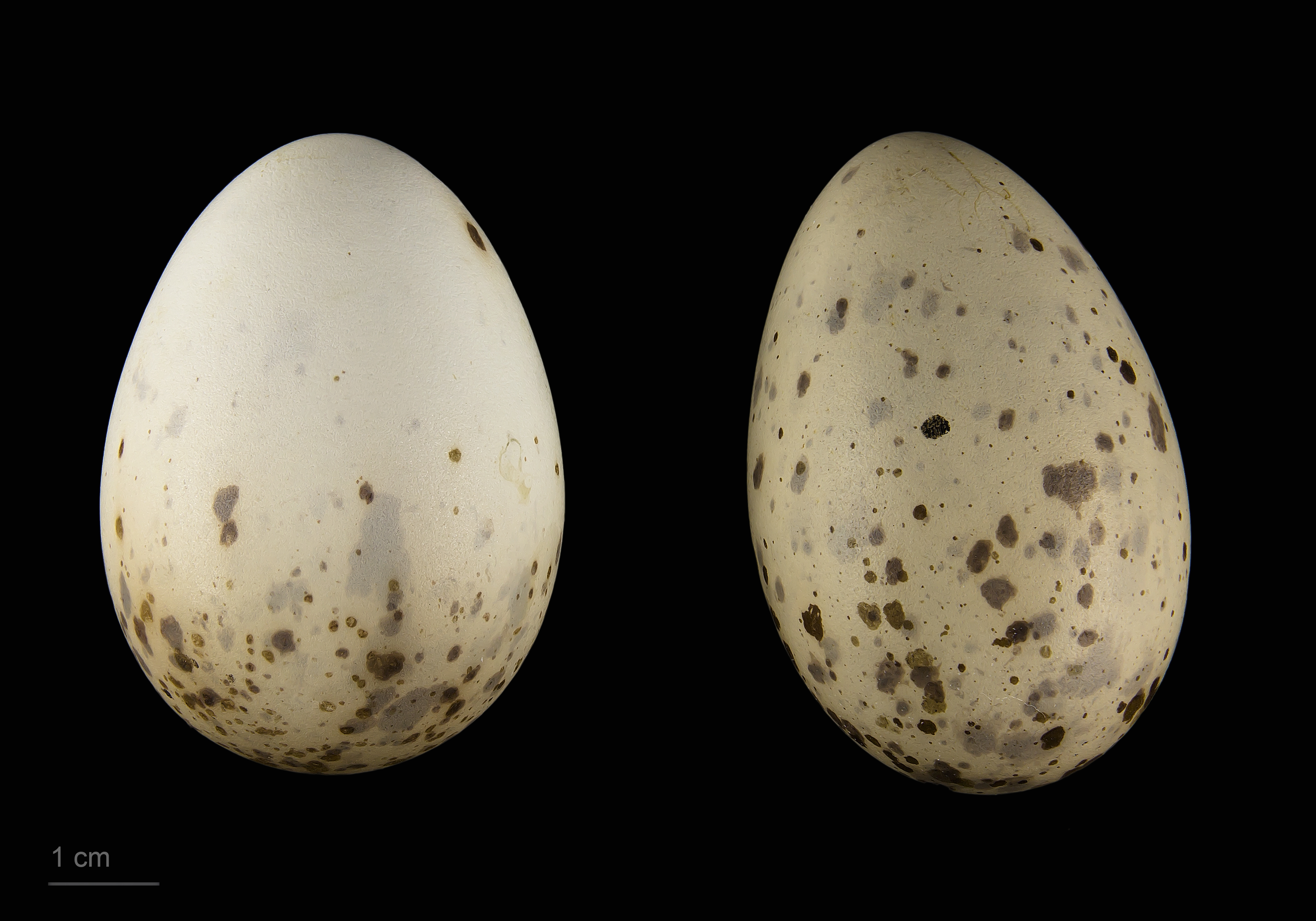
Ägg från gråhuvad mås.

## Status och hot
Arten har ett stort utbredningsområde och en stor population, och tros öka i antal. Utifrån dessa kriterier kategoriserar internationella naturvårdsunionen IUCN arten som livskraftig (LC).